# Нова-Гуатапоранга
Нова-Гуатапоранга (порт. Nova Guataporanga)  —  муниципалитет в Бразилии, входит в штат Сан-Паулу. Составная часть мезорегиона Президенти-Пруденти. Входит в экономико-статистический  микрорегион Драсена. Население составляет 2053 человека на 2006 год. Занимает площадь 34,116 км². Плотность населения — 60,2 чел./км².

## Статистика
- Валовой внутренний продукт на 2003 составляет 9.023.412,00 реалов (данные: Бразильский институт географии и статистики).
- Валовой внутренний продукт на душу населения на 2003 составляет 4.361,24 реалов (данные: Бразильский институт географии и статистики).
- Индекс развития человеческого потенциала на 2000 составляет 0,740 (данные: Программа развития ООН).